# 1800 (số điện thoại)
1800 là một đầu số điện thoại ở Việt Nam, được cấp phép cho các tổ chức, cá nhân sử dụng với mục đích chăm sóc khách hàng, tiếp nhận thông tin khách hàng. Đầu số này khuyến khích các khách hàng (người thực hiện cuộc gọi) tiếp cận các dịch vụ của các tổ chức, cá nhân thông qua các cuộc gọi miễn phí; phí cuộc gọi do các tổ chức, cá nhân đăng ký sử dụng đầu số chịu.